# Зютфен
Зютфен (нід. Zutphen, МФА: [ˈzʏtfə(n)]) — місто в нідерландській провінції Гелдерланд, розташоване за 30 км на північний схід від міста Арнем. Розташоване на річці Ейссел, у місці де вона приймає свою праву притоку Беркель. Станом на 1 січня 2007 року у місті мешкало 46 709 осіб. Місто було частиною Ганзи.
Зютфен є містом-побратимом англійського міста Шрусбері.

## Міста-побратими
- Сату-Маре, Румунія
- Тарту, Естонія
- Шрусбері, Велика Британія
- Горстмар, Німеччина